# Eulasia nitidicollis
Eulasia nitidicollis es una especie de coleóptero de la familia Glaphyridae.

## Distribución geográfica
Habita en Siria, Turquía, Israel y Jordania.